# Cinclosoma clarum
Il tordo quaglia ramato (Cinclosoma clarum Morgan, 1926) è un uccello passeriforme della famiglia degli Psophodidae.

## Etimologia
Il nome scientifico della specie, clarum, è un riferimento alla livrea di questi uccelli, più chiara rispetto al tordo quaglia castano (del quale fino a tempi molto recenti venivano considerati una sottospecie).

## Descrizione

### Dimensioni
Misura 21–26 cm di lunghezza.

### Aspetto

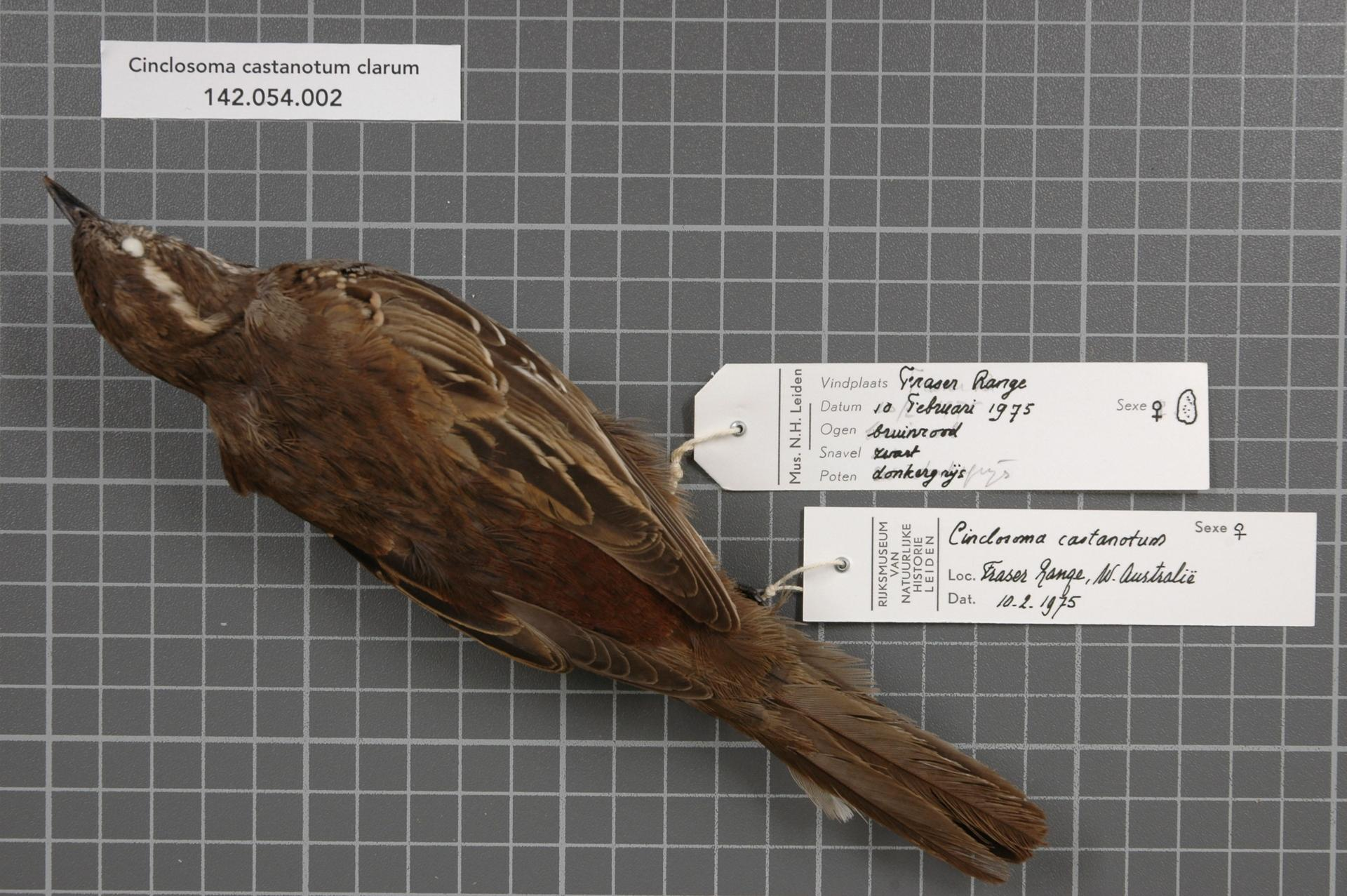
Femmina impagliata.

Si tratta di uccelli dall'aspetto massiccio e paffuto, muniti di testa allungata con becco conico e appuntito, corpo arrotondato con petto prominente e ali arrotondate, coda squadrata e di media lunghezza e zampe forti e allungate: nel complesso, questi uccelli somigliano molto all'affine tordo quaglia castano, dal quale si differenziano per la maggiore estensione del bruno dorsale, che (come intuibile dal nome scientifico) è più chiaro.
Il piumaggio è di color grigio cenere su testa (con riflessi ramati su vertice e nuca) e area scapolare, mentre dorso, codione e ali sono di color bruno-rossiccio, le ultime con remiganti primarie e secondarie e copritrici più scure e tendenti al grigio-nerastro con orlo bianco. I fianchi sono grigio-bruni, mentre la mascherina facciale fra i lati del becco e l'occhio, la gola ed il petto sono neri, col resto del ventre che è bianco: dello stesso colore sono anche il sopracciglio ed un lungo mustacchio che separa il nero golare dal grigio cefalico e raggiunge i lati del collo.

Il dimorfismo sessuale è ben evidente: nella femmina è del tutto assente il nero cefalotoracico (pur permanendo i mustacchi e le sopracciglia bianche), con la colorazione che è dominata dai toni del bruno dorsalmente, col petto che è grigio ed il ventre bianco.
In ambedue i sessi Il becco è nerastro con punta più chiara e tendente al grigiastro, mentre le zampe sono di color carnicino-grigastro e gli occhi sono di colore bruno scuro.

## Biologia
Si tratta di uccelli diurni, che vivono da soli o in coppie, che passano la maggior parte della giornata al suolo, involandosi raramente e per brevi distanze.

### Alimentazione
Si tratta di uccelli insettivori, che si nutrono principalmente di insetti ed altri piccoli invertebrati, nonché (sebbene sporadicamente) di semi, granaglie e bacche.

### Riproduzione
La riproduzione di questi uccelli non è ancora stata descritta, tuttavia si ritiene che non si discosti significativamente, per modalità e tempistica, da quanto osservabile fra gli altri tordi quaglia, ed in particolare nell'affine tordo quaglia castano (del quale il tordo quaglia ramato veniva considerato una sottospecie).

## Distribuzione e habitat
La specie è endemica dell'Australia, della quale popola un'ampia porzione centro-occidentale  che va dalla Shark Bay ai margini occidentali del Grande Bacino Artesiano, a sud fino all'Australia Meridionale sud-occidentale, mentre questi uccelli mancano dalla punta sud-occidentale dell'Australia Occidentale e dalla fascia costiera nord-occidentale.
L'habitat di questi uccelli è costituito dale aree aride e semiaride a copertura cespugliosa, con presenza di alberi isolati.

## Tassonomia
Se ne riconoscono due sottospecie:
- Cinclosoma clarum clarum Morgan, 1926 - la sottospecie nominale, diffusa nella porzione settentrionale e occidentale dell'areale occupato dalla specie;
- Cinclosoma clarum fordianum Schodde & Mason, 1999 - diffusa nella piana di Nullarbor;

Alcuni autori riconoscerebbero anche una sottospecie dundas dell'Australia Occidentale sud-occidentale, nell'area in cui le due sottospecie intergradano.
In passato questi uccelli venivano considerati sottospecie del tordo quaglia castano, coi nomi di C. castanotum clarum e C. castanotum fordianum: le analisi del DNA mitocondriale hanno però mostrato una certa distanza fra le due popolazioni (quantificabile nel 4,38%), in base alle quali è avvenuta la separazione di queste ultime e la loro elevazione al rango di specie a sé stante. Le differenze a livello genetico non sembrerebbero però supportate da differenze a livello morfometrico (soprattutto per quanto riguarda la sottospecie fordianum) e di vocalizzazioni, sicché è necessaria l'acquisizione di ulteriori dati per chiarire lo status tassonomico di questi uccelli.